# Leopoldo López de Gonzalo
Leopoldo López de Gonzalo fue un pintor y litógrafo español del siglo XIX.

## Biografía
Pintor, fue socio del Liceo de Granada en los primeros años de su fundación, presentando en sus sesiones públicas varias obras al lápiz, a la aguada y al pastel, debiéndose hacer mención de los retratos de Julio Janin, Alonso Mexia y del de la hermana del mismo pintor, de unas Ruinas góticas y de la Puerta del palacio del Emperador Carlos V en la Alhambra de la mencionada ciudad. Hizo varias litografías para las obras Blasón de España, Reyes contemporáneos y Estado mayor del ejército español.